# Ciclismo nos Jogos Europeus de 2015
As competições de ciclismo nos Jogos Europeus de 2015, em Baku, ocorreram entre 16 e 27 de junho em um total de 8 eventos, consistindo em três disciplinas: ciclismo de estrada, bicicleta de montanha e BMX.

## Qualificação
Um total de 346 atletas competiram nas competições de ciclismo na primeira edição dos Jogos Europeus; 223 em ciclismo de estrada, 75 em bicicleta de montanha e 48 em BMX. Todos os locais de cotas são baseados no Ranking das Nações da UCI de 31 de dezembro de 2014. Os locais de cotas foram apresentados pela UEC.

## Calendário
| Junho    | 12 | 13 | 14 | 15 | 16 | 17 | 18 | 19 | 20 | 21 | 22 | 23 | 24 | 25 | 26 | 27 | 28 |
| -------- | -- | -- | -- | -- | -- | -- | -- | -- | -- | -- | -- | -- | -- | -- | -- | -- | -- |
| Ciclismo |    | 2  |    |    |    |    | 2  |    | 1  | 1  |    |    |    |    |    |    | 2  |

|  | Dia de competição |  | Dia de final |

## Medalhistas

### Ciclismo de estrada
| Evento                                | Ouro                              | Prata                            | Bronze                                 |
| ------------------------------------- | --------------------------------- | -------------------------------- | -------------------------------------- |
| Corrida em estrada masculina detalhes | Luis León Sánchez ESP Espanha     | Andriy Grivko UKR Ucrânia        | Petr Vakoc CZE Chéquia                 |
| Corrida em estrada feminina detalhes  | Alena Amialiusik BLR Bielorrússia | Katarzyna Niewiadoma POL Polônia | Anna van der Breggen NED Países Baixos |
| Contra o relógio masculino detalhes   | Vasil Kiryienka BLR Bielorrússia  | Stef Clement NED Países Baixos   | Luis León Sánchez ESP Espanha          |
| Contra o relógio feminino detalhes    | Ellen van Dijk NED Países Baixos  | Ganna Solovei UKR Ucrânia        | Annemiek van Vleuten NED Países Baixos |

### Bicicleta de montanha
| Evento                           | Ouro                    | Prata                        | Bronze                        |
| -------------------------------- | ----------------------- | ---------------------------- | ----------------------------- |
| Cross-country masculino detalhes | Nino Schurter SUI Suíça | Lukas Flückiger SUI Suíça    | Fabian Giger SUI Suíça        |
| Cross-country feminino detalhes  | Jolanda Neff SUI Suíça  | Kathrin Stirnemann SUI Suíça | Maja Włoszczowska POL Polônia |

### BMX
| Evento             | Ouro                             | Prata                            | Bronze                      |
| ------------------ | -------------------------------- | -------------------------------- | --------------------------- |
| Masculino detalhes | Joris Daudet FRA França          | Twan van Gendt NED Países Baixos | David Graf SUI Suíça        |
| Feminino detalhes  | Simone Christensen DEN Dinamarca | Magalie Pottier FRA França       | Aneta Hladikova CZE Chéquia |

## Quadro de medalhas
| Ordem | País              | Medalha de ouro | Medalha de prata | Medalha de bronze |    |
| ----- | ----------------- | --------------- | ---------------- | ----------------- | -- |
| 1     | SUI Suíça         | 2               | 2                | 2                 | 6  |
| 2     | BLR Bielorrússia  | 2               |                  |                   | 2  |
| 3     | NED Países Baixos | 1               | 2                | 2                 | 5  |
| 4     | FRA França        | 1               | 1                |                   | 2  |
| 5     | ESP Espanha       | 1               |                  | 1                 | 2  |
| 6     | DEN Dinamarca     | 1               |                  |                   | 1  |
| 7     | UKR Ucrânia       |                 | 2                |                   | 2  |
| 8     | POL Polônia       |                 | 1                | 1                 | 2  |
| 9     | CZE Chéquia       |                 |                  | 2                 | 2  |
| TOTAL | TOTAL             | 8               | 8                | 8                 | 24 |